# Xylophaga abyssorum
Xylophaga abyssorum är en musselart som beskrevs av Dall 1886. Xylophaga abyssorum ingår i släktet Xylophaga och familjen borrmusslor. Inga underarter finns listade i Catalogue of Life.